# Rafael Carrera
José Rafael Carrera y Turcios (Città del Guatemala, 24 ottobre 1814 – Città del Guatemala, 14 aprile 1865) è stato un generale e politico guatemalteco, Presidente del Guatemala tra il 1847 e il 1848 e dal 1851 fino alla morte.
A capo di una rivolta di montanari e indigeni contro il liberale Mariano Gálvez, conquistò Città del Guatemala nel 1838 e poi di nuovo nel 1839; nel 1844 fu poi eletto governatore dello stato del Guatemala all'interno delle Province Unite dell'America Centrale. Primo Presidente del Guatemala dopo l'indipendenza, si dimise nel 1848 e fu rieletto nel 1851. Nel 1854 si proclamò presidente a vita.